# Борушківецька Гребля
Борушківецька Гребля (рос. Борушковецкая Гребля) — колишній хутір у Деревицькій волості Новоград-Волинського і Полонського повітів Волинської губернії та Борушківській сільській раді Полонського і Любарського районів Шепетівської, Житомирської та Бердичівської округ.

## Населення
У 1906 році в поселенні налічувалося 88 жителів, дворів — 16, у 1923 році — 19 дворів та 127 мешканців.
Відповідно до перепису населення СРСР 17 грудня 1926 року, чисельність населення становила 127 осіб, з них 69 чоловіків та 58 жінок; етнічний склад: українців — 117, поляків — 10. Кількість домогосподарств — 33, з них, неселянського типу — 1.

## Історія
Поселення засноване у 1626 році. У 1906 році — урочище Деревицької волості (5-го стану) Новоград-Волинського повіту Волинської губернії. Відстань до повітового центру, міста Новоград-Волинський, становила 76 верст, до волосного центру, с. Деревичі — 4 версти. Найближче поштово-телеграфне відділення розташовувалося в Любарі.
У березні 1921 року, в складі волості, включений до новоствореного Полонського повіту Волинської губернії. У 1923 році — хутір, увійшов до складу новоствореної Деревицької сільської ради, котра, від 7 березня 1923 року, включена до складу новоутвореного Полонського району Шепетівської округи. Розміщувався за 21 версту від районного центру, містечка Полонне, та 2 версти — від центру сільської ради, с. Борушківці.
21 серпня 1924 року, в складі сільської ради, переданий до Любарського району Житомирської округи. 17 червня 1925 року Любарський район включено до складу Бердичівської округи. Відстань від населеного пункту до центру сільської ради, с. Борушківці, становила 1 версту, до районного центру, смт Любар — 9 верст, окружного центру, м. Бердичів — 80 верст, до найближчої залізничної станції (Печанівка) — 20 верст.
Станом на 1 жовтня 1941 року не значиться в обліку населених пунктів.